# 73 Pułk Fizylierów (Cesarstwo Niemieckie)
73 Pułk Fizylierów im. Feldmarszałka Księcia Pruskiego Albrechta (1 Hanowerski) (niem. Füsilier-Regiment Nr. 73)  – pułk piechoty niemieckiej okresu Cesarstwa Niemieckiego.
Pułk został sformowany 18 grudnia 1803. Stacjonował w Hanowerze . Wchodził w skład X Korpusu Armijnego .
W wyniku mobilizacji, w sierpniu 1914 pułk osiągnął gotowość bojową i w składzie 37 Brygady Piechoty 19 Dywizji został wysłany na front zachodni.

## Bibliografia

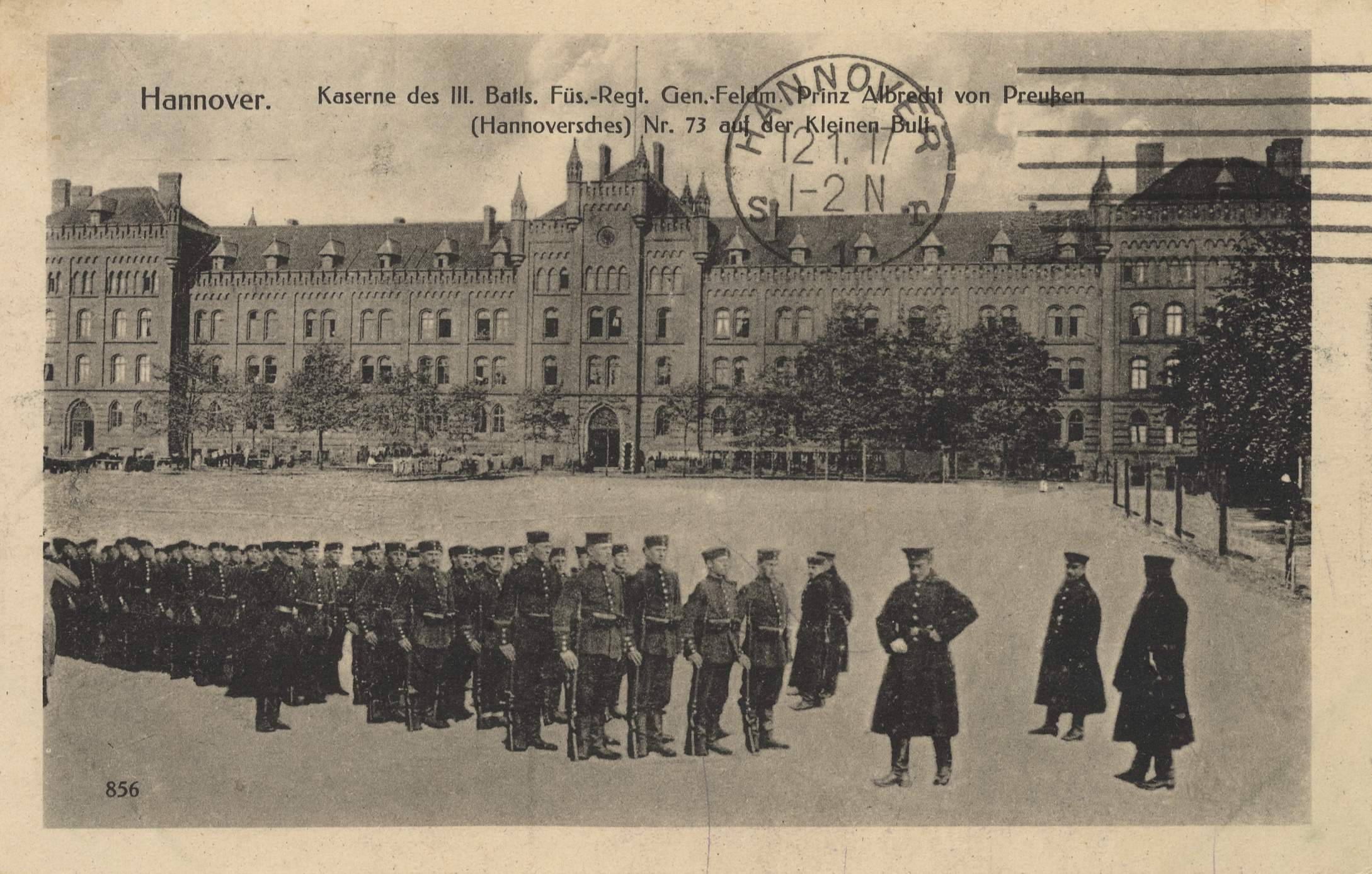
Koszary pułku